# Jesús Aramburu Olarán
Jesús Aramburu Olarán (Arechavaleta, 12 de noviembre de 1917 - Madrid, 20 de septiembre de 2000) fue un médico y político español que llegó a desempeñar puestos de relevancia durante el franquismo.

## Biografía
Nacido en la localidad guipuzcoana de Cestona, se licenció y doctoró en Medicina y Cirugía, comenzando a ejercer de médico de joven. Se afilió a la Falange en los años 30, llegando a ser jefe de centuria de la Falange madrileña. Combatió en las filas del bando nacional durante la Guerra Civil.
Tras la contienda fue nombrado subjefe provincial del Movimiento en la provincia de Salamanca. En 1949 fue nombrado gobernador civil de la provincia Alicante, así como también jefe del movimiento en dicha provincia, en la cual llevó a cabo una destacada labor. Asimismo, durante su estancia en tierras alicantinas, fue presidente de la empresa alcoyana Editorial Marfil.

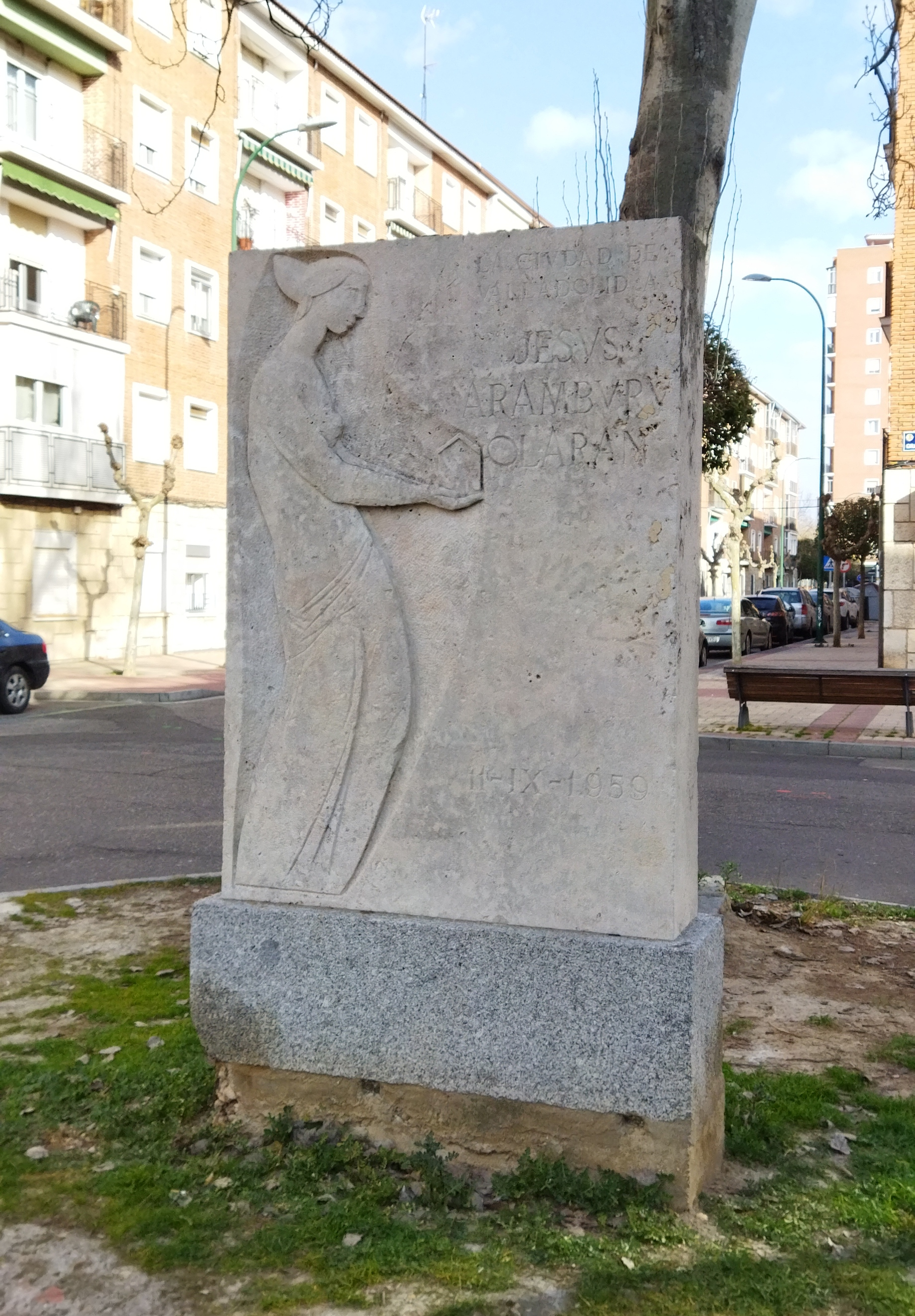
Monumento a Jesús Aramburu en el barrio Cuatro de Marzo de Valladolid.

En 1954 fue designado gobernador civil de la provincia de Valladolid.
Posteriormente se estableció en Madrid, donde ejerció de gobernador civil entre 1957 y 1965, sustituyendo en el cargo a Eduardo Álvarez-Rementería. Más tarde también desempeñó los cargos de director general de Política Interior (1965-1967), delegado de Área Metropolitana y consejero nacional del Movimiento. También fue procurador en Cortes, en representación de la provincia de Salamanca, de 1955 a 1977.
En el terreno empresarial también fue presidente Pextrafil, S.A. y vicepresidente de Papeleras Reunidas.
Fue miembro del Cuerpo Nacional de la Vieja Guardia y presidente de la Federación Salmantina de Pelota Vasca en 1946.
En los últimos años de su vida retornó a tierras alicantinas, donde ostentó, hasta su fallecimiento, el cargo de consejero del Banco de Alicante. Murió a los 82 años de edad.

## Vida personal
Tuvo nueve hijos (Javier, Consuelo, Íñigo, Luis María, Carlos María, Juan María, Mauro, Alberto y Álvaro).

## Condecoraciones
- Gran Cruz de la Orden de Isabel la Católica (1962).

- Orden del Mérito Civil.

- Orden del Mérito Militar.

- Orden de Cisneros.
- Medalla de Oro de la Villa de Madrid.
- Medalla de la Vieja Guardia.
- Medalla de Sufrimientos por la Patria.